# Río Rañintuleufú
El río Rañintuleufú es un curso natural de agua que fluye en el sector cordillerano de la comuna de Panguipulli, en la Región de los Ríos, Chile.

## Trayecto
El río Rañintuleufú nace en el extremo oriente del sector cordillerano de la comuna de Panguipulli, junto a la Cordillera de los Andes cerca del límite con Argentina. Este río fluye en su naciente en sentido norte a sur, luego se desvía hacia el poniente pasando por el caserío de La Frontera y Rañintuleufú Alto, hasta juntarse con el Río Llizán donde pasa a denominarse Río Liquiñe. En este tramo recibe las aguas del Río Blanco que corre en sentido norte sur, en este tramo el río va paralelo a la ruta internacional 203 CH